# Bandera del Masnou
La bandera oficial del Masnou té la següent descripció:
Bandera apaïsada, de proporcions dos d'alt per tres de llarg, tricolor horitzontal blanc, blau fosc i groc.
Els colors de la bandera es van extreure de l'escut heràldic de la vila: el blanc, el blau fosc i el groc que, a més a més, representen l'aire, el mar i la sorra, respectivament.
Va ser aprovada de forma inicial pel Ple de l'Ajuntament del Masnou el 19 de setembre de 2002, i de forma definitiva el 18 d'octubre de 2007. Posteriorment, va ser publicada al Diari Oficial de la Generalitat del 9 de desembre de 2008.